# ペドロ・アバド・サントス
ペドロ・アバド・サントス（Pedro Abad Santos, 1876年1月31日 -1945年1月15日）は、フィリピンの弁護士、政治家、革命家。フィリピン社会党を創設した。

## 経歴

### 生い立ち
パンパンガ州のサンフェルナンドに10人兄弟の長兄として生まれる。サントトーマス大学の医学部に学ぶ。後にフィリピンの最高裁判所長官となり、日本軍に処刑されたホセ・アバド・サントスは実の弟である。

### フィリピン革命への参加
20歳の時にスペインからの独立を求めるフィリピン独立革命が勃発。続いてい起こった米比戦争の際には、革命軍のマキシモ・ヒゾン将軍の部隊に加わり、スペインに代わってフィリピンを植民地化しようとしたアメリカ軍と戦う。しかし米軍に捕えられ投獄される。25年の実刑判決を受けたが、セオドア・ルーズベルト大統領の恩赦によって釈放される。

### フィリピン社会党の創設
アメリカ植民地時代は、市議会議員ついで国会議員として活動。1922年にはセルヒオ・オスメニャを団長とするフィリピン独立使節団の一員として訪米し、アメリカと独立交渉を行う。
パンパンガ州の裕福な家族の出自であり、フィリピンのエリート支配層との親交も深かったにもかかわらず、小作争議や労働運動に身を投じ次第にマルクス主義に接近していった。1926年にはモスクワのレーニン研究所で学ぶ。
1932年、農地改革などを主要綱領に掲げフィリピン社会党を創設。社会党は中部ルソン地域で活発な小作争議を展開。農地改革の必要性を政府に迫り、農民に支持を広げていった。社会党は、コミンテルンの指導により1938年に共産党と合同。これにより新生フィリピン共産党(PKP)が発足し、ペドロは副委員長に就任した。

### 日本軍の侵攻と投獄
太平洋戦争が勃発すると日本軍が侵攻。1942年1月25日、他の共産党指導者と共にマニラに潜伏中のところを日本の憲兵隊に襲撃され逮捕される。そのままマニラのサンチアゴ要塞に投獄され、２年間を獄中で過ごした。
他方、ペドロが組織化した中部ルソンの小作農民たちは、日本の占領軍と戦うためのゲリラ部隊、フクバラハップ（抗日人民軍）を設立。ペドロの片腕として活躍していたルイス・タルクはフクバラハップの司令官に就任した。
1944年、戦況が悪化する中、獄中で病気にかかっていたペドロは日本軍によって釈放された。日本軍がペドロを釈放した理由として、元来からの反米主義者であるペドロをフクバラハップに接触させ、当面の敵であるアメリカと戦うためフクバラハップに対日協力を求めようとする狙いがあったといわれる。
しかしフクバラハップは抗日の旗を降ろさず、ゲリラ戦を継続。ペドロはそのままフクバラハップの部隊に留まっていたが、病気を悪化させ、終戦を見ることなく1945年1月15日にゲリラ・キャンプで死去した。